# 芝塚古墳 (八尾市)
芝塚古墳（しばづかこふん）は、大阪府八尾市神立にあった古墳。形状は円墳。高安古墳群（うち神立古墳群）を構成した古墳の1つ。現在では墳丘は失われている。出土銀象嵌刀装具は八尾市指定有形文化財に指定されている。

## 概要
大阪府東部、生駒山地西麓の斜面上（標高100メートル）に築造された古墳である。大型群集墳である高安古墳群のうちでは北端部に位置する。開墾で大きく破壊され、1988-1989年度（昭和63-平成元年度）に農業用新設道路建設に伴う発掘調査が実施されたのち、消滅している。
墳形は円形で、直径25メートル程度を測った。埋葬施設は両袖式の横穴式石室で、南南西方向に開口した。調査時点で石室の上半部は破壊されている。玄室内には組合式家形石棺3基を据えており、いずれも石棺主軸を石室主軸と平行方向として、奥中央に初葬の竜山石（高室石）製の石棺Iを、手前西側に追葬の石棺IIを、手前東側に石棺IIと並んで追葬の石棺IIIを据える。いずれも盗掘に遭っており、石棺内から耳環・玉類などのわずかな副葬品のほか、石棺周囲から銀象嵌の装飾付大刀2振のほか鉄鏃・直刀・馬具・須恵器・土師器などが出土している。
築造時期は、古墳時代後期の6世紀後半（TK43型式期）ごろと推定され（石棺I）、6世紀末-7世紀初頭（TK209型式期）ごろの追葬（石棺II）、7世紀前半-中葉（TK217型式期）ごろの追葬（石棺III）がそれぞれ想定される。連続した組合式家形石棺3基の埋葬、竜山石製石棺の使用、銀象嵌大刀の保有など高安古墳群のなかでも重要な位置を占める古墳である。被葬者像としてヤマト王権とつながりを持った有力者が想定され、北西に所在する愛宕塚古墳の存在も考え合わせて、付近一帯が高安古墳群の中でも支配者階層・技術者集団長の古墳築造場所であった可能性が示唆される。
出土銀象嵌刀装具は2000年（平成12年）に八尾市指定有形文化財に指定されている。

## 遺跡歴
- 中世期、古墳の再利用（平安時代末-鎌倉時代前期の土器が多数出土）[1]。
- 1987年度（昭和62年度）、農業用新設道路建設に伴う分布調査で確認（八尾市教育委員会、「高安神立1号墳」として1988年に報告）[2]。
- 1988年度（昭和63年度）、予備調査：第1次（八尾市文化財調査研究会、1993年に報告）[3]。
- 1988-1989年度（昭和63-平成元年度）、発掘調査：第2次（八尾市文化財調査研究会、1993年に報告）[3]。
- 2000年（平成12年）3月10日、銀象嵌刀装具ほか出土品が八尾市指定有形文化財に指定。
- 2005年度（平成17年度）、農道整備事業に伴う墳丘東部の発掘調査。周溝の可能性のある溝を検出（八尾市文化財調査研究会）[1]。

## 埋葬施設

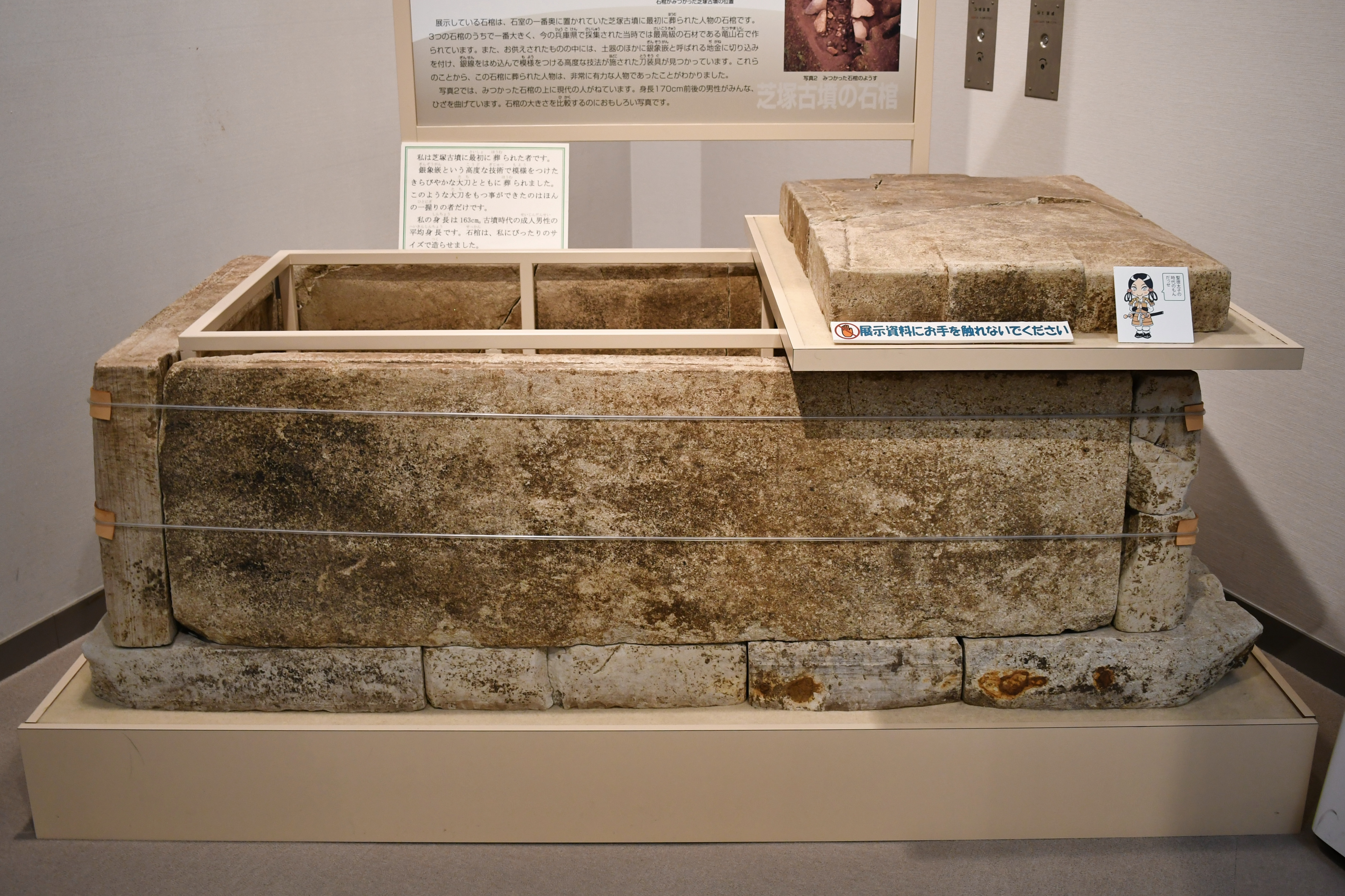
石棺I八尾市立歴史民俗資料館展示（他画像も同様）。

埋葬施設としては両袖式横穴式石室が構築されており、南南西方向に開口した。石室の規模は次の通り。
- 石室全長：残存9.1メートル
- 玄室：長さ5.0メートル、幅2.1メートル（奥壁）・2.2メートル（玄門付近）、高さ2.4メートル（東壁）
- 羨道：残存長さ4.1メートル、幅1.4メートル、高さ1.6メートル（玄門東袖石付近）

石室内は盗掘に遭っており、調査時点で玄室・羨道の天井石は全て抜き取られている。玄室内には組合式家形石棺3基を据えており、いずれも石棺主軸を石室主軸と平行方向として、奥中央に初葬の石棺Iを、手前西側に追葬の石棺IIを、手前東側に石棺IIと並んで追葬の石棺IIIを据える。石棺Iの南側と東側は人頭大の石列で区画し、東側石列と石室東側壁の間は拳大の石を敷く。また石棺I・石棺IIの下の床面には敷石はないが、石棺IIIの下には敷石が認められるため、石棺IIの設置段階で敷石を施したと推測される。
石棺Iは、兵庫県加西市高室産の火山礫凝灰岩質溶結凝灰岩（高室石・竜山石）製の組合式家形石棺である。長さ2メートル・幅1-1.1メートル・高さ0.75メートルを測り、底石4枚・側石2枚・小口2枚・蓋石3枚の計11枚と封石2枚から構成される。蓋石には退化した縄掛突起が、南側蓋石に3箇所、中央部・北側蓋石に2箇所の計7箇所ある。一部に朱が残存しており、底石裏面以外の全面に朱が塗布されたとみられる。石棺内からは刀子と不明鉄製品（合わせて長頸鏃の可能性）のほか、小玉・玉が出土したのみであるが、周囲にも副葬品が散在する。石棺Iの初葬時期は6世紀後半（TK43型式期）ごろと推定される。
石棺IIは、大阪府南河内郡太子町牡丹洞付近産の流紋岩質凝灰礫岩および太子町鹿谷寺付近産の流紋岩質凝灰角礫質溶結凝灰岩製の組合式家形石棺である。長さ1.8メートル・幅0.8メートル・高さ0.4メートルを測り、底石6枚・側石6枚・小口2枚・蓋石5枚・封石2個の計21枚から構成される。蓋石に縄掛突起は認められない。また石棺I同様に朱の塗布が認められる。石棺内からは耳環・須恵器器台が出土するのみであるが、周囲にも副葬品が散在する。石棺IIの追葬時期は6世紀末-7世紀初頭（TK209型式期）ごろと推定される。
石棺IIIは、ドンズルボー西方の田尻峠付近産の流紋岩質凝灰岩製の組合式家形石棺である。長さ1.8メートル・幅0.8メートル・高さ0.6メートルを測り、底石4枚・側石4枚・小口2枚・蓋石4枚の計14枚から構成される。蓋石に縄掛突起は認められず、朱の塗布も認められない。石棺内からは長頸鏃が出土するのみであるが、周囲にも副葬品が散在する。石棺IIIの追葬時期は7世紀前半-中葉（TK217型式期）ごろと推定される。

## 出土品

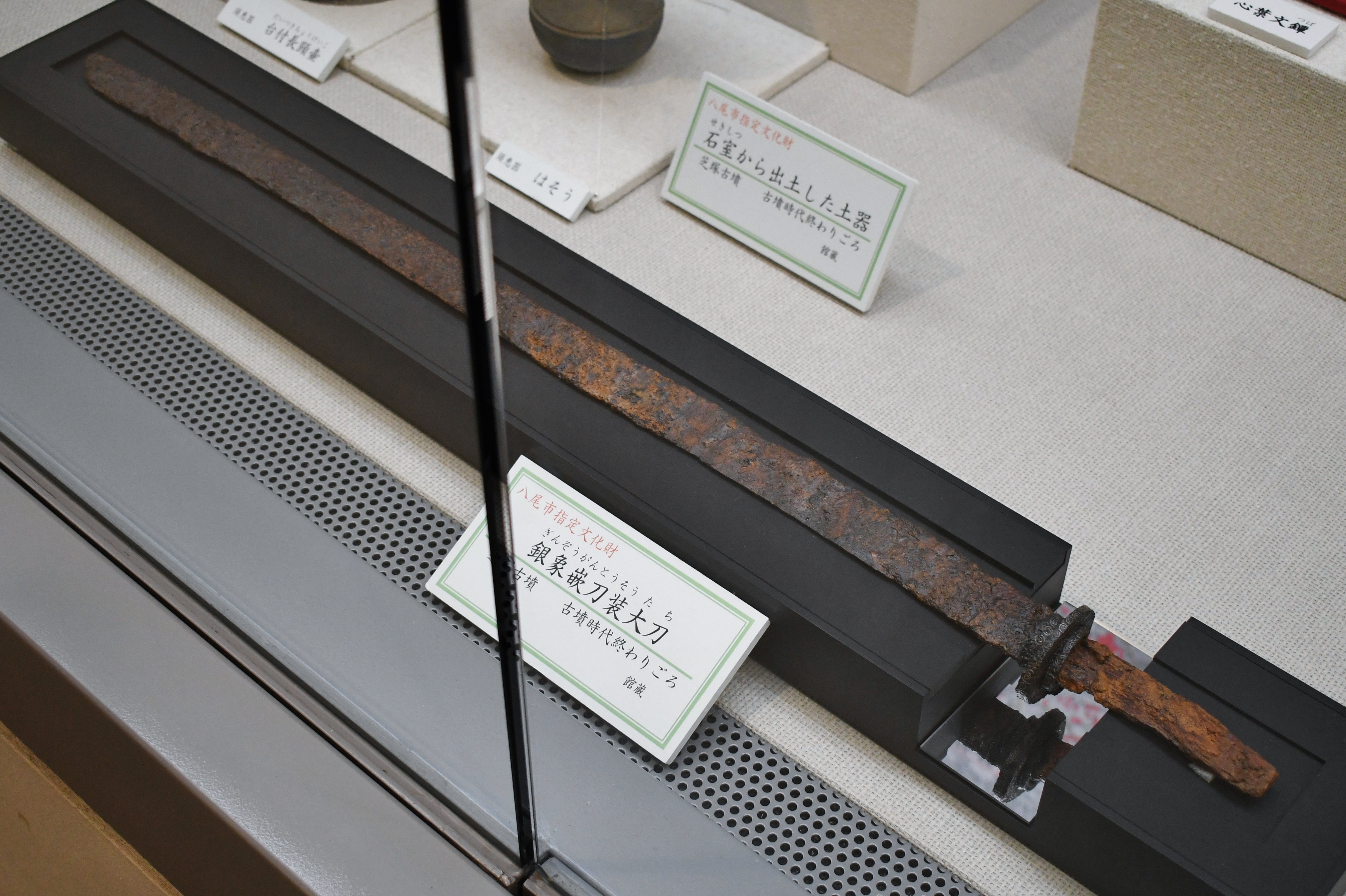
銀象嵌刀装大刀

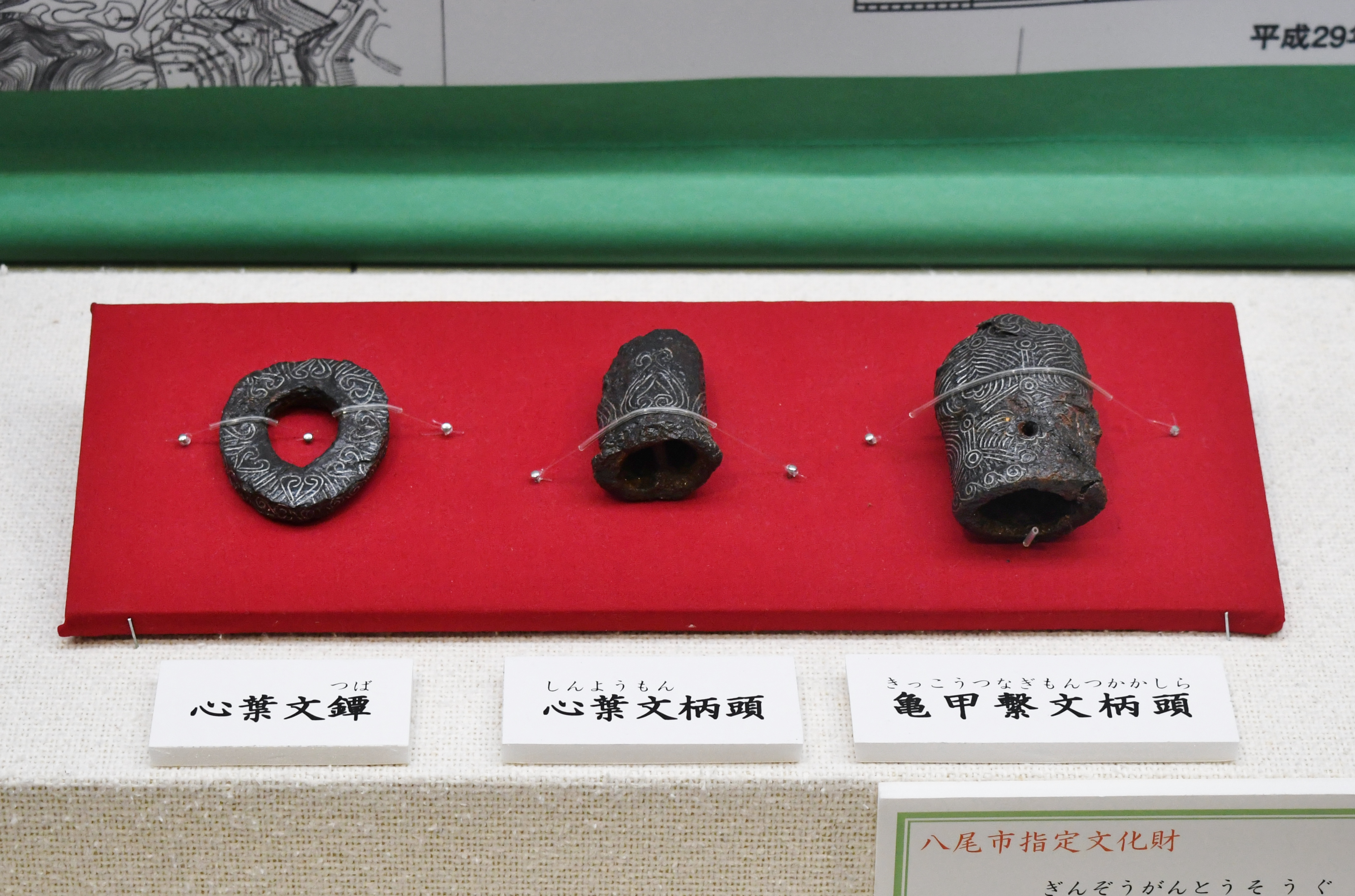
銀象嵌刀装具

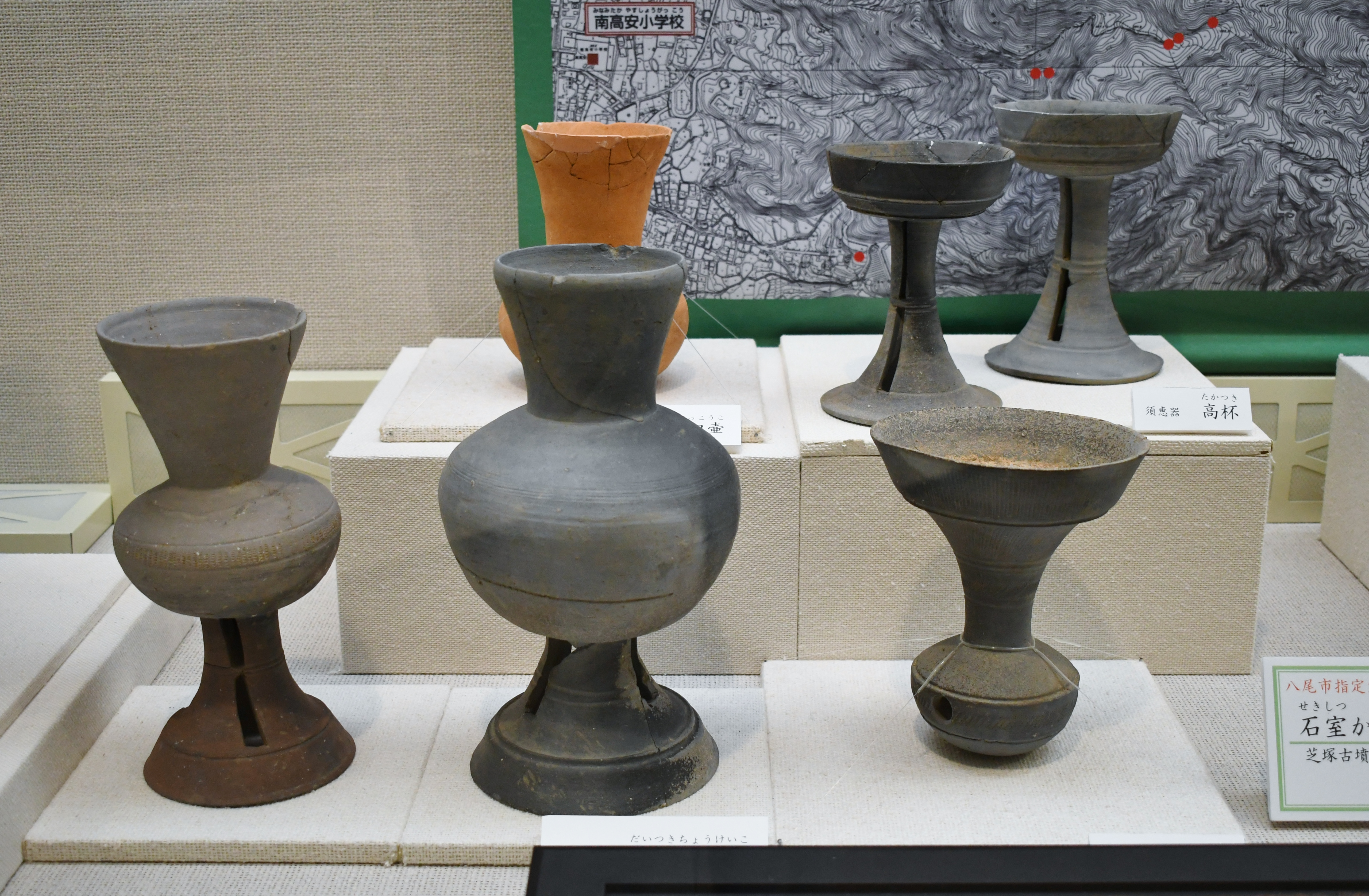
土器

石室内の調査で出土した副葬品は次の通り。
石棺I内
- 刀子 1 - 長頸鏃の一部か。
- 不明鉄製品 2 - 長頸鏃の一部か。
- 小玉 23 - 黄色ガラス製。
- 玉 1

石棺II内
- 耳環 1
- 須恵器 - 器台坏部1。

石棺III内
- 長頸鏃 1

石棺Iと奥壁の間
- 鉸具 2
- 長頸鏃 13
- 不明鉄製品15
- 須恵器 - 脚台付長頸壺3、高坏7、𤭯5、提瓶1。
- 土師器 - 長頸壺1。

石棺I東側
- 装飾付大刀 1
- 円頭柄頭 1
- 直刀 1
- 須恵器 - 坏蓋1。

石棺IIと石棺IIIの間
- 円頭柄頭 1
- 鎺 2
- 鞘尻
- 須恵器 - 杯身1。

石棺III南側
- 須恵器 - 脚台付長頸壺2。
- 土師器 - 高坏1。

## 文化財

### 八尾市指定文化財
- 有形文化財
  - 芝塚古墳出土銀象嵌刀装具（附 芝塚古墳出土品一括）（考古資料） - 八尾市立歴史民俗資料館保管。2000年（平成12年）3月10日指定。

## 関連施設
- 八尾市立歴史民俗資料館（八尾市千塚） - 芝塚古墳の石棺・出土品を保管・展示。